# Сегев-Шалом
Сегев-Шалом — (ивр. שגב שלום‎, араб. شقيب السلام‎, Шукейб-ас-Салам) — бедуинский населённый пункт в Южном округе Израиля. Его площадь составляет 5,981 дунамов.
Основан в 1979 году как деревня в рамках плана заселения кочевников в постоянные населённые пункты, специально построенные для них (Рахат, Тель-Шева, Хура, Кусейфе, Арара, Лакия и Сегев-Шалом), в 1996 году приобрёл статус местного совета.
Название посёлка связано с протекающим рядом ручьём Сгив и с подписанием мирного договора с Египтом в год его основания.

## Население
По данным Центрального статистического бюро Израиля, население на начало 2020 года составляло 10 936 человек.
График роста населения Сегев-Шалом: